# The Secrets
The Secrets (Originaltitel: hebräisch הסודות, Ha-Sodot) ist ein französisch-israelisches Filmdrama von Avi Nesher aus dem Jahr 2007.

## Handlung
Naomi ist die zielstrebige und strenggläubige Tochter eines orthodoxen Rabbiners, der sie mit Michael, einem seiner Schüler, verheiraten will. Da sie lieber die heiligen Schriften der Tora studieren möchte, als die untergeordnete Frau eines Mannes zu werden, den sie nicht liebt, will Naomi für ein Jahr an einem theologischen Seminar nur für Frauen in der heiligen Stadt Safed teilnehmen. Nach dem Tod ihrer Mutter bekommt sie von ihrem Vater die Erlaubnis. Im Seminar trifft sie auf Michal, eine aus Frankreich zugereiste junge Frau, die von ihren Eltern in das Seminar eingeschrieben wurde, um sie auf den rechten Weg zurückzuführen. Denn Michal, die von allen lieber Michelle genannt werden will, ist das absolute Gegenteil von der an Asthma leidenden Naomi. Sie raucht, rebelliert und hat eine freigeistige Einstellung zum Leben. Mit zwei weiteren Mädchen müssen sie sich ein Zimmer teilen, was unausweichlich zu Problemen führt.
Als Naomi und Michal im Seminar die Aufgabe erhalten, mittellosen Frauen Lebensmittel vorbeizubringen, treffen sie auf die todkranke Französin Anouk, die seit ein paar Monaten in Safed lebt. Im Internet findet Michal heraus, dass Anouk fünfzehn Jahre wegen Mordes an ihrem Geliebten im Gefängnis saß. Sie hatte für ihren Geliebten, einem Maler, einst ihren Mann und ihre zwei Kinder verlassen, um mit dem Künstler in Safed zu leben. Als er sie verließ, erschlug sie ihn und ging nach Frankreich zurück, wo ihr der Prozess gemacht wurde. Nun leidet Anouk unheilbar an Krebs und an einer Herzschwäche. Im jüdischen Glauben hofft sie, Vergebung und Erlösung zu finden, bevor sie stirbt. Sie bittet Michal und Naomi, ihr dabei zu helfen, mit Gott ins Reine zu kommen – der örtliche Rabbi hat ihr dies verweigert. Michal empfindet von Anfang an Sympathie für Anouk, während Naomi sich eher widerwillig bereit erklärt, mit der mysteriösen Frau ein Tikkun, einen reinigenden rituellen Prozess der Kabbala, durchzuführen.
Bei den gemeinsamen Ritualen mit Anouk – sie nehmen mit Anouk ein rituelles Bad und verbrennen Aktbilder, die Anouk in wollüstiger Ekstase zeigen – entwickelt sich zwischen Naomi und Michal eine enge Freundschaft, aus der bald tiefere Zuneigung entsteht. Als Naomi Michal zu sich in ihr Elternhaus einlädt und sie zusammen in ihrem Kinderzimmer übernachten, kommt es zu einer sexuellen Begegnung. Während Naomi die gemeinsame Nacht als Initiation empfindet, ist Michal eher verunsichert. Da ihre konservative Umgebung lesbische Beziehungen missbilligt, sehen sie sich gezwungen, ihre Liebe zueinander geheim zu halten.
Obwohl sich Anouks gesundheitlicher Zustand zusehends verschlechtert – sie muss immer öfter wegen starker Schmerzen ins Krankenhaus –, führen die beiden Mädchen das Tikkun auf Anouks Wunsch hin bis zum Ende durch. Nachdem Anouk erlöst und selig im Krankenhaus in ihrem Beisein verstorben ist, werden Naomi und Michal aus dem Seminar ausgeschlossen. Der Rabbi und ihre Lehrerin haben durch ihre Zimmergenossin Sigi von dem Tikkun erfahren. Naomi, die bereits ihre Verlobung gelöst hatte, bricht nun auch den Kontakt zu ihrer Familie ab. Sie will mit Michal eine Beziehung führen und sich gleichzeitig weiter dem Studium der Schriften widmen. Doch Michal, die in Safed auch den Klezmer-Musiker Yanki kennengelernt hat und ihm immer wieder begegnet ist, entscheidet sich für eine Heirat mit ihm und damit für ein traditionelles Leben. Naomi zieht sich daraufhin tief verletzt zurück. Sie entschließt sich dennoch, auf Michals und Yankis Hochzeit zu gehen, wo sie ihrer Freundin schließlich verzeiht.

## Hintergrund

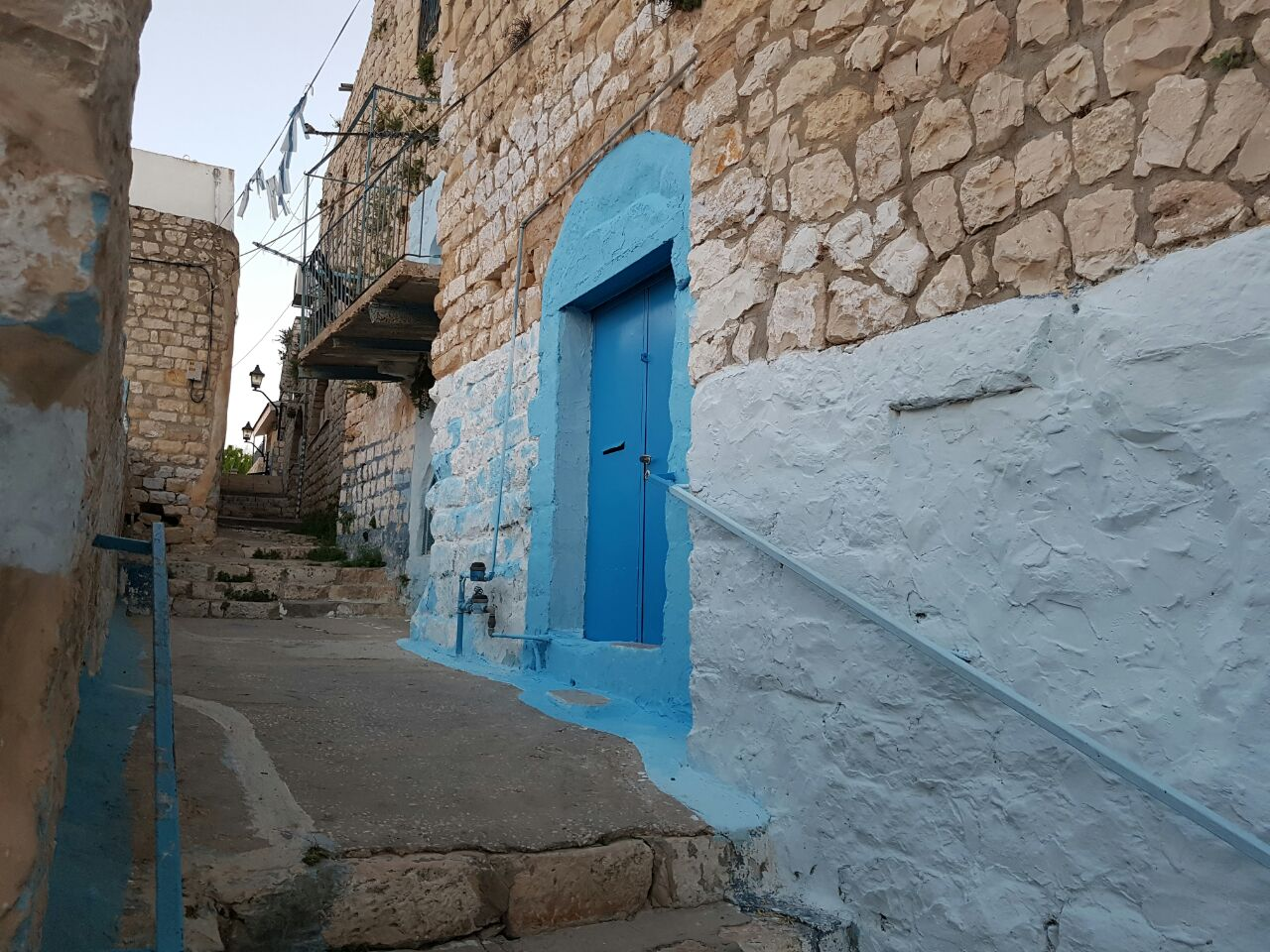
Das im Film von Anouk bewohnte Haus in Safed

Regisseur Avi Nesher wollte bereits einen Film über orthodoxe Juden und die Lehre der Kabbala drehen, als er noch an der Columbia University in New York studierte. Als er nach Israel übersiedelte und feststellte, dass sich die konservative jüdische Gesellschaft im Bezug auf Frauenrechte kaum von fundamentalistischen Muslimen unterscheidet, begann er, an The Secrets zu arbeiten. Gemeinsam mit Hadar Galron schrieb er daraufhin das Drehbuch. Galron hatte einst ein ähnliches Seminar besucht wie die Mädchen im Film und konnte daher ihre eigenen Erfahrungen in ihre Arbeit mit einbringen.
Der Film wurde in Israel gedreht, wo auch am 14. Juni 2007 die Uraufführung stattfand. Am 8. September 2007 wurde er auf dem Toronto International Film Festival gezeigt, dem einige weitere Filmfestivals wie das San Francisco Jewish Film Festival und das Barcelona Jewish Film Festival folgten.

## Kritiken
Roger Ebert von der Chicago Sun-Times bezeichnete den Film als „ein sehr mitreißendes Melodram“, das alles habe, um eine Geschichte interessant zu machen. Es handle sich eigentlich um „eine herkömmliche Erzählung“, die jedoch mehr zu bieten habe. Mit „sanften“ und „eindringlichen“ Darstellungen gehe der Film „umsichtig“ mit den Figuren um, „sodass diese, obwohl sie einem irgendwie vorhersehbaren Weg folgen, dennoch Überraschungen für uns bereit halten“. Stephen Holden von der New York Times fand, dass der Film mit dem Erscheinen von Michal und der „von der großartigen […] Fanny Ardant gespielten“ Anouk zu „einer faszinierenden, bisweilen widersprüchlichen Mischung aus nüchterner israelischer und sinnlicher französischer Filmtradition“ werde. Holden lobte zudem „die leidenschaftlichen Darstellungen von Bukstein, Shtamler und Ardant“, die  dem Filmdrama „genügend emotionalen Halt [verleihen], um das Auflösen in seichte Unterhaltung zu verhindern“.
Wenig beeindruckt zeigte sich dagegen Robert Koehler von Variety: „Mit einer exotischen jüdischen Subkultur, einem französischen Star und einer lesbischen Liebesbeziehung scheint Avi Neshers The Secrets alle Gruppen von Kinokunstliebhabern abzudecken.“ Der Film „über eine Gruppe von Kabbalah-Studenten, die sich um eine Außenseiterin kümmern“, sei „überdreht“ und in die Länge gezogen. „Ernste Themen“ würden sich an der Grenze zur „unbeabsichtigten Komödie“ bewegen. Auch scheine der Film kein Ende zu finden. Die Produktion sei zwar solide, aber für das Kino zu durchschnittlich.
Danielle Riendeau von AfterEllen.com konstatierte wiederum, dass der Film angesichts „der bedrückenden Thematik und des ernsten Grundtons“ dennoch „einen wundervollen Sinn für Humor“ besitze. Herausgekommen sei „ein Film, der bewegend, tiefgründig und nie langweilig ist“. Die Darbietungen der Schauspieler seien „erstaunlich“, vor allem „die wundervoll nuancierte Vorstellung von Bukstein“, neben der auch Ardant und Shtamler „hervorragend“ ihre Rollen spielten.

## Auszeichnungen
The Secrets erhielt acht Nominierungen für den Preis der Israelischen Filmakademie in den Kategorien Beste Hauptdarstellerin (Ania Bukstein), Beste Nebendarstellerin (Michal Shtamler), Bester Nebendarsteller (Adir Miller), Bestes Szenenbild, Beste Kostüme, Beste Musik, Bester Ton und Bester Schnitt. Eine weitere Nominierung gab es für den GLAAD Media Award in der Kategorie Outstanding Film – Limited Release.